# Investmentbank
Investmentbanken sind Kreditinstitute, deren Kerngeschäft aus dem Investmentgeschäft, der Vermögensverwaltung für ihre Kunden, dem Handel mit Effekten sowie der Unterstützung von Unternehmen bei Kapitalmaßnahmen, etwa durch einen Börsengang, besteht. 

## Allgemeines
In diesem Sinne handelt es sich um Spezialbanken, weil ihre Geschäftstätigkeit auf wenige Bankgeschäfte und eine begrenzte Zielgruppe von Kunden festgelegt ist. Von den drei großen Produktgruppen Zinsgeschäft, Finanzkommissionsgeschäft und Indifferenzgeschäft bieten sie überwiegend die letztere und teilweise auch Finanzkommissionsgeschäfte an. Ihr wesentlicher Betriebszweck ist das Investment-Banking. Investmentbanken im heutigen Sinne entstanden in den USA als Folge des Trennbankensystems durch den Glass-Steagall Act vom Juni 1933. Ihr Pendant sind die Geschäftsbanken (englisch commercial banks).
Investmentbanken dienen der Unterstützung des Handels an Finanzmärkten durch Investmentgeschäfte. Sie entstanden ursprünglich im US-Trennbankensystem als Gegenstück zu den Geschäftsbanken (englisch commercial banks), denen das Aufnehmen von Kundeneinlagen gestattet war, die aber einer schärferen Aufsicht unterlagen. Im Zuge der US-Bankenkrise 2008 haben die verbliebenen großen Investmentbanken im September 2008 jedoch auf ihren rechtlichen Sonderstatus verzichtet. In Staaten mit einem Universalbankensystem, wie Deutschland, gibt es meist keinen gesonderten Status für das Investmentbankgeschäft. Eine Ausnahme hiervon bildet das in allen EU-Mitgliedstaaten geltende Kapitalanlagegesetzbuch mit Spezialregelungen für das Investmentgeschäft.

## Investment-Banking
Kerngeschäft der Investmentbanken ist das Investment-Banking, das folgende Geschäftsbereiche umfasst:
| Geschäftsbereiche      | Produktgruppen       | Bankprodukte |
| ---------------------- | -------------------- | --- |
| Corporate Finance      | Kapitalmarktgeschäft | Eigenkapital: Aktienemissionen, Kapitalerhöhungen, Aktienrückkäufe Private Equity, Venture Capital, Kapitalbeteiligungsgeschäft Eigenkapitalkomponenten: Optionsanleihen, Wandelanleihen Fremdkapital: Commercial Papers, Unternehmensanleihen, Konsortialkredite, Asset-backed securities Kapitalunabhängig: Futures, Optionen, Swaps Sonstiges: Mitarbeiter-Kapitalbeteiligungen, Managementbeteiligungen |
| Emissionsgeschäft      | Primärmarktgeschäft  | Wertpapieremissionen: Aktienemissionen, Börsengang, Aktienrückkäufe Eigenkapitalkomponenten: Optionsanleihen, Wandelanleihen Fremdkapital: Commercial Papers, Unternehmensanleihen Verbriefungen, Vermögensverwaltung, Kurspflege, Market Maker |
| Mergers & Acquisitions | Transaktionsgeschäft | Unternehmens- und Beteiligungshandel, Joint Ventures, Fusionen, Buy-outs, Restrukturierungen, fremdfinanzierte Übernahmen, Spin-offs, Squeeze-outs, Carve-outs |

Das Emissionsgeschäft als Teil des Investment-Banking bezieht sich auf Finanzinstrumente und eine Marktbearbeitung, bei der Effekten (Aktien, Anleihen) auf dem Primärmarkt interessierten Anlegern von einem einzelnen Kreditinstitut oder durch ein Bankenkonsortium angeboten werden. Es umfasst „…alle Tätigkeiten der Banken, die mit der Übernahme der Effekten vom Emittenten und der Erstplatzierung bei Investoren in Verbindung stehen“ und ist ein Bankgeschäft nach § 1 Abs. 1 Nr. 10 KWG. Sowohl Corporate Finance als auch Mergers & Acquisitions sind mit umfangreichen Beratungsleistungen (Financial advisory und Financial Engineering) verbunden. 
Einige Finanzprodukte gehören sowohl zur Corporate Finance als auch zum Emissionsgeschäft. Nicht zum Investment-Banking im engeren Sinn gehört das Sekundärmarktgeschäft, also beispielsweise der Eigen- und Wertpapierhandel, streng genommen auch nicht die Funktion als Market Maker und die Kurspflege.

## Geschichte
In der Ära des Gilded Age entstanden in den USA durch die Käufe John Pierpont Morgans von Anteilen an Unternehmen und deren anschließender Fusion Konzerne wie U.S. Steel und General Electric. Eine vergleichbare Rolle in Europa spielten unter anderen die Bankhäuser der Rothschild-Familie (Rio Tinto, Eramet, Imerys, De Beers) und Sal. Oppenheim. Letztere betrieb im Kölner Bankwesen auch Corporate Finance bis in das Ruhrgebiet.
Investmentbanken im heutigen Sinne entwickelten sich in den USA nach der Einführung des Glass-Steagall Act im Juni 1933, der eine strikte Trennung von Geschäftsbanken und Investmentbanken vorschrieb. Obwohl die durch dieses Gesetz vorgeschriebene strikte Trennung der Geschäfte 1999 aufgehoben wurde, unterlagen Investmentbanken weiterhin einer weniger scharfen Regulierung.
Schon seit dem Ende der 1980er Jahre war eine zunehmende Übernahme von Investmentbanken durch Universalbanken zu beobachten. Dies wurde neben der Attraktivität und dem Image des Geschäfts auch damit begründet, dass gemischte Banken für ihre Kunden größere Garantien bei Emissionen geben und das gesamte Finanzierungsportfolio abdecken könnten. So übernahm die Credit Suisse 1988 die First Boston, die Deutsche Bank 1989 Morgan Grenfell und im November 1998/Juni 1999 Bankers Trust New York Corp., die Dresdner Bank 1995 Kleinwort Benson und 2000 Wasserstein Perella, die UBS S. G. Warburg und Paine Webber, die Citigroup Smith Barney und Salomon Brothers.
Mit der US-Bankenkrise 2008 verschwanden in den USA zwischen Mai und September 2008 die fünf größten US-Investmentbanken. So wurde wegen Refinanzierungsschwierigkeiten im September 2008 das Traditionshaus Merrill Lynch von der Bank of America übernommen und Lehman Brothers musste Insolvenz anmelden. Bear Stearns hatte im März ihrem Verkauf an den Finanzkonzern JPMorgan Chase zustimmen müssen. Auch die bis dahin verbliebenen Investmentbanken Goldman Sachs und Morgan Stanley gaben ihren rechtlichen Status als Investmentbank auf. Angesichts dieser Entwicklungen bezeichnete der frühere Chef von Bear Stearns, Alan Greenberg, der über 60 Jahre an der Wall Street gearbeitet hatte, in einem Interview im Dezember 2008 mit Bloomberg TV das Investment Banking als „erledigt“.

## Leistungen
- Auf Primärmärkten beschäftigen sie sich mit der Emission von Fremd- und Eigenkapital.
- Sie unterstützen Kapitalnehmer bei der Suche nach Kapitalgebern und übernehmen durch ihre Beratung beim Erwerb und Verkauf von Unternehmensbeteiligungen (M&A) Vermittlungsleistungen.
- Auf Sekundärmärkten sind sie in der Kundenberatung sowie Auftragsausführung im Handel von Wertpapieren für Kunden tätig.
- Sie übernehmen die Vermögensverwaltung für Kunden.
- Sie sind auch Market Maker, d. h., sie handeln Wertpapiere und standardisierte Güter (z. B. Devisen), indem sie An- und Verkaufspreise stellen.
- Der Eigenhandel dient zur Steigerung des Gewinns und der Erhöhung der Liquidität im Markt, wodurch der Handel anderer Marktteilnehmer erleichtert wird.
- Sie unterstützen Unternehmen bei der Restrukturierung bestehender Fremd- und Eigenkapitalstrukturen und Strukturierung und Verhandlung von Reorganisationsplänen.

## Ranking
Nach Angaben der Finanzzeitung Financial Times hatten im Jahr 2018 folgende Banken das weltweit größte Investmentbankgeschäft zu verzeichnen (nach Erträgen):
| Rang | Bank                          | Land                   | Erträge (Mio. USD) |
| ---- | ----------------------------- | ---------------------- | ------------------ |
| 1.   | JPMorgan Chase                | Vereinigte Staaten     | 9.222,06           |
| 2.   | Goldman Sachs                 | Vereinigte Staaten     | 7.135,83           |
| 3.   | Bank of America Merrill Lynch | Vereinigte Staaten     | 6.408,75           |
| 4.   | Morgan Stanley                | Vereinigte Staaten     | 5.831,99           |
| 5.   | Citigroup                     | Vereinigte Staaten     | 4.616,74           |
| 6.   | Barclays                      | Vereinigtes Königreich | 3.505,71           |
| 7.   | Wells Fargo & Co              | Vereinigte Staaten     | 2.716,76           |
| 8.   | BNP Paribas S.A.              | Frankreich             | 2.411,49           |
| 9.   | Deutsche Bank                 | Deutschland            | 2.376,36           |
| 10.  | Jefferies LLC                 | Vereinigte Staaten     | 2.329,54           |

Die aufgeführten Erträge resultieren aus den klassischen Investmentbanking-Tätigkeiten der Banken (M&A, Emission von Eigen- und Fremdkapital). Nicht berücksichtigt wurden Erträge aus dem Wertpapierhandel oder dem Asset Management.

## Dokumentarfilme
- Master of the Universe: Der ehemalige Investmentbanker Rainer Voss berichtet über seine Erfahrungen im Investmentbanking (Kinofilm 2013, ausgezeichnet u. a. mit dem Hauptpreis der Kritiker 2013 des Internationalen Filmfestivals von Locarno).[9][10]